# Exner
Exner ist ein deutscher Familienname, abgeleitet vom mittelhochdeutschen Berufsnamen ohsenaere, Ochsenhirt oder -bauer. Das erste bekannte Vorkommen war der „Ohsenär“ (um 1260), gefolgt von „Ochsener“ (um 1388/1389) und „Ochßner“ (um 1402).

## Verbreitung
In Deutschland gibt es ca. 8184 Personen mit diesem Namen, welche in 388 Städten und Landkreisen leben. Die meisten Anschlüsse sind in Berlin gemeldet (185). Weitere Kreise oder Städte mit besonders vielen Namensträgern sind Region Hannover (50), München (47), Recklinghausen (40), Hamburg (39), Steinfurt (38), Märkischer Kreis (38), Mettmann (35), Dresden (34) sowie Leipzig mit 31 Einträgen.

## Namensträger
- Achim Exner (* 1944), deutscher Politiker (SPD)
- Adam Joseph Exner (1928–2023), kanadischer Ordensgeistlicher, Erzbischof von Vancouver
- Adolf Exner (1841–1894), österreichischer Jurist
- Alexander Exner (* 1947), österreichischer Organisationsberater und Manager
- Alfred von Exner-Ewarten (1875–1921), österreichischer Chirurg
- Andreas Exner (* 1973), österreichischer Publizist
- Andreas Exner (Künstler) (* 1962), deutscher Maler und Bildhauer
- Balthasar Exner (1576–1624), deutscher Pädagoge, Theologe und Dichter
- Bent Exner (1932–2006), dänischer Goldschmied und Kirchenkünstler
- Christian Friedrich Exner (1718–1798), deutscher Architekt
- Christof Exner (1915–2007), österreichischer Geologe
- Emilie Exner (1850–1909), österreichische Schriftstellerin
- Ernst Exner (1934–2019), österreichischer Musikwissenschaftler und Journalist
- Felix Maria von Exner-Ewarten (1876–1930), österreichischer Meteorologe
- Florian Exner (* 1990), deutscher Fußballschiedsrichter
- Franz Exner (1881–1947), österreichischer Kriminologe
- Franz Serafin Exner (Philosoph) (1802–1853), österreichischer Philosoph und Schulreformer
- Franz Serafin Exner (Physiker) (1849–1926), österreichischer Physiker
- Fritz Exner (1926–2017), deutscher Historiker und Mäzen
- Gerhard Exner (Mediziner, 1915) (1915–1991), deutscher Orthopäde und Hochschullehrer
- Gerhard Exner (Generalmajor) (1919–1989), deutscher Generalmajor und Jurist
- Gerhard Exner (Mediziner, 1942) (1941–2009), deutscher Chirurg
- Gerhard Ulrich Exner (* 1944), deutscher Orthopäde
- Hajo Exner (* 1967), deutscher Politiker (AfD)
- Hans E. Exner (1938–2009), österreichischer Materialwissenschaftler
- Helene von Exner (1917–nach 1995), österreichische Diätassistentin
- Helga Exner (* 1939), tschechisch-dänische Goldschmiedin
- Hilde Exner (1880–1922), österreichische Grafikerin, Bildhauerin und Keramikerin
- Inge Exner (* 1940), deutsche Leichtathletin, Inge Bauer
- Inger Exner (* 1926), dänische Architektin, siehe Inger und Johannes Exner
- Johan Exner (1897–1981), dänischer Pfarrer
- Johannes Exner (1926–2015), dänischer Architekt; siehe Inger und Johannes Exner
- John E. Exner (1929–2006), US-amerikanischer Psychologe
- Judith Exner (1934–1999), US-amerikanische Lebefrau
- Julius Exner (1825–1910), dänischer Maler
- Jürgen Exner, deutscher Radrennfahrer der 1960er Jahre (DDR)
- Karl Exner (Physiker) (1842–1914), österreichischer Mathematiker und Physiker
- Karl-Heinz Exner (1920–1999), deutscher Politiker (CDU), MdB
- Karl Mayer-Exner (1890–1972), böhmisch-österreichischer Jurist und Dramaturg
- Konrad Exner (* 1944), deutscher Pädagoge und Politikwissenschaftler
- Kurt Exner (Politiker) (1901–1996), deutscher Politiker (SPD)
- Kurt Exner (Archäologe) (1912–1943), deutscher Klassischer Archäologe
- Lisbeth Exner (* 1964), österreichische Autorin, Publizistin und Germanistin
- Marie Exner (1844–1925), österreichische Autorin, siehe Marie von Frisch
- Martin Exner (* 1951), Geschäftsführender Direktor des Zentrums für Infektiologie und Infektionsschutz der Universität Bonn
- Matthias Exner (1957–2020), deutscher Kunsthistoriker und Denkmalpfleger
- Menc Exner (* 1974), deutscher Handballspieler und -trainer
- Moritz Exner (1845–1911), sächsischer Oberstleutnant, Militärhistoriker
- Nora Exner (Nora Zumbusch; 1879–1915), österreichische Grafikerin, Bildhauerin und Keramikerin
- Pavel Exner (* 1946), tschechischer mathematischer Physiker
- Richard Exner (Politiker) (1885–1945), Abgeordneter des Provinziallandtages Hessen-Nassau und Mitglied der NSDAP
- Richard Exner (1929–2008), deutscher Literaturwissenschaftler und Lyriker
- Robert Exner (1868–1945), deutscher Likörfabrikant und Werbefachmann
- Siegmund Exner-Ewarten (1846–1926), österreichischer Physiologe
- Ulrich Exner (* 1961), deutscher Journalist
- Václav Exner (* 1942), tschechischer Mathematiker, Physiker und Politiker
- Virgil Max Exner (1909–1973), US-amerikanischer Automobil-Designer
- Walter Exner (1911–2003), österreichischer Kunsthändler und Verleger (Siebenberg-Verlag)
- Wilhelm Exner (1840–1931), österreichischer Techniker
- Willy Exner (1888–1947), deutscher Kunstmaler